# オオミミギツネ
オオミミギツネ（大耳狐、学名：Otocyon megalotis）は、食肉目イヌ科オオミミギツネ属に分類される食肉類。本種のみでオオミミキツネ属を構成する。

## 分布
アンゴラ、ウガンダ、エチオピア、ケニア、ジンバブエ、ソマリア、タンザニア、ナミビア、ボツワナ、南アフリカ共和国、南スーダン、モザンビーク
模式標本の産地（模式産地）は喜望峰。

## 形態
体長46 - 66センチメートル。尾長23 - 34センチメートル。体重3 - 5.3キログラム。毛衣は灰褐色や黄褐色で、腹面は淡褐色。眼から吻端にかけてや耳介外側、四肢下部、尾先端の毛衣は黒や濃褐色。東部個体群は毛衣が褐色みを帯び暗色部が濃褐色で、南部個体群は毛衣が灰色みを帯び暗色部が黒い。
瞳孔は縦長。耳介は11.3 - 13.5センチメートルと大型。属名Otocyonは古代ギリシャ語で「耳のイヌ」、種小名megalotisは古代ギリシャ語で「大きな耳」の意。大型の耳介は獲物の位置を探知したり、放熱に役立つと考えられている。歯列は門歯が上下6本、犬歯が上下2本、臼歯が上下8本、大臼歯が上顎6 - 8本・下顎8 - 10本で計46 - 50本。歯は発達しないが臼歯の数が多い（イヌ科他種は計42本以下）。下顎に段状の突起がありこれにより顎二腹筋が支えられ、シロアリを素早く咀嚼することができる。
出産直後の幼獣は体重0.1キログラム。乳頭の数は4個。

## 分類
臼歯が多いことからイヌ科内でも原始的な種と考えられ、本種のみでオトキオン亜科を構成する説もあった。
2亜種に分かれる。以下の分類はClark(2005)に従う。
Otocyon megalotis megalotis (Desmarest, 1822)
アンゴラ、ナミビア、ボツワナ、南アフリカ共和国、モザンビーク
Otocyon megalotis virgatus Miller, 1909
ウガンダ、エチオピア、ケニア、ソマリア、タンザニア。模式産地は英領東アフリカ

## 生態
乾燥したサバンナや開けた茂みなどに生息する。0.3 - 3.5平方キロメートルの行動圏内で生活する。採食域は重複し、群れ同士が遭遇しても干渉しなかったり一方で激しく争うこともある。夜行性だが、薄明薄暮時に日光浴を行ったり気温の低い日には日中に活動することもある。ペアもしくは家族群を形成し生活する。一方で1頭のオスが2頭のメスといた例もある。自分で巣穴を掘ったり、ツチブタやトビウサギ科の古巣を利用する。
食性の80 -90 %をシュウカクシロアリ類Hodotermes mossambicusが占める。アリなどの膜翅目・甲虫目・コオロギ類やバッタ類などの直翅目・ガおよびその幼虫などの鱗翅目などの他の昆虫、クモ、サソリ、ヤスデも食べる。爬虫類、鳥類、小型哺乳類、果実、種子なども食べる。糞あるいは糞場に発生した植物に集まる昆虫を食べることもあるため、大型有蹄類の近くで見られることもある。
チーター、ヒョウ、ライオン、リカオン、カッショクハイエナに襲われたり捕えられることもあり、開けた環境ではゴマバラワシなどの大型の猛禽類に捕えられることもある。幼獣はセグロジャッカルも大きな脅威となる。アフリカニシキヘビに捕食された例もある。
繁殖様式は胎生。妊娠期間は60 - 70日。巣穴で1回に2 - 5頭の幼獣を産む。

## 人間との関係
小規模ではあるが毛皮が利用されたり、ハンティングトロフィーとされることもある。
種単位で大きな脅威はないが、毛皮用の狩猟やジステンバーなどの感染症・干ばつによる影響が懸念されている。